# Heide Rühle
Pour les articles homonymes, voir Rühle.
Heidemarie-Rose Rühle dite Heide Rühle, est une femme politique allemande née le 5 novembre 1948 à Heilbronn. Elle est élue députée européenne lors des élections européennes de 1999 et est réélue lors des élections européennes de 2004 et de 2009.

## Biographie
Au cours de ses mandats précédents, elle est trésorière du groupe des Verts/Alliance libre européenne du 20 juillet 1999 au 7 janvier 2002. Elle en est ensuite vice-présidente du 8 janvier 2002 au 19 juillet 2004 puis du 24 mai 2005 au 26 février 2007.
Pour la 7e législature, elle siège au sein du groupe des Verts/Alliance libre européenne et est membre de la commission du marché intérieur et de la protection des consommateurs.